# Stachyogenys
Stachyogenys is een geslacht van wantsen uit de familie van de Reduviidae (Roofwantsen). Het geslacht werd voor het eerst wetenschappelijk beschreven door Carl Stål in 1870.

## Soorten
Het genus bevat de volgende soorten:

- Stachyogenys humilis Miller, 1940
- Stachyogenys setipes Stål, 1870